# 명종 (조선)
명종(明宗, 1534년 7월 13일 (음력 5월 22일)~ 1567년 8월 12일 (음력 6월 28일))은 조선의 제13대 국왕(재위 : 1545년 ~ 1567년)이다. 중종의 9남이자 막내아들이며, 모후는 문정왕후이다.
성은 이(李), 휘는 환(峘), 아명은 춘령(椿齡)이며 본관은 전주(全州), 자는 대양(對陽)이다. 묘호는 명종(明宗)이며, 시호는 공헌헌의소문광숙경효대왕(恭憲獻毅昭文光肅敬孝大王)이다.
1534년(중종 29년) 중종과 문정왕후의 아들로 태어났으며, 1539년(중종 34년) 경원대군(慶原大君)에 책봉되었다.
1545년(인종 1년) 이복 형 인종의 뒤를 이어 즉위하였다. 인종에게 후사가 없었기 때문에 붕어하기 3일 전에 선위를 받았으나 명종의 나이가 12세에 불과하였기 때문에 모후인 문정왕후 (조선)문정왕후가 수렴청정을 하여 섭정하였다. 친정 이후에는 외척인 윤원형, 윤원로, 윤춘년, 윤백원, 이량, 심연원, 심통원 등에 의해 정사가 좌지우지되면서 혼란을 겪었다. 아들 순회세자를 일찍 잃고 이복형 덕흥군의 아들인 하성군을 후계자로 지목하고 사망하였다.

## 재위

### 을사사화
성종 때 싹튼 훈구파와 사림파 사이의 대립은 연산군 대의 무오사화·갑자사화, 중종대의 기묘사화로 나타나면서 단순히 훈구파와 사림파 사이의 대립 차원을 넘어 양반관료층의 분열과 권력투쟁으로 발전해가고 있었다. 명종의 즉위는 이러한 정치적 분위기 속에서 이루어졌다.
중종의 계비 장경왕후 윤씨 소생의 세자 호(훗날의 인종)를 왕위에 앉히려는 외척 윤임 일파의 대윤(大尹)과, 문정왕후 소생의 경원대군을 즉위시키려는 윤원형 일파의 소윤(小尹) 사이에서 왕위계승을 둘러싼 암투는 중종 말년부터 치열하게 전개되었다. 1544년 인종의 즉위를 계기로 윤임 일파가 권력을 장악하자 이언적(李彦迪) 등 사림들이 정권에 참여하게 되었다.
그러나 인종이 경원대군에게 선위하고 경원대군이 12세의 나이로 즉위하여 문정왕후가 수렴청정을 하게 되자 윤원형 일파의 소윤이 권력을 장악하여 대윤에 대한 대대적인 숙청을 단행했다. 숙청은 윤임이 중종의 여덟째 아들인 봉성군을 왕으로 삼으려 한다는 윤원형의 탄핵을 계기로 시작되었다. 문정왕후는 윤임·유관(柳灌) 등을 사사하고 봉성군·이언적·노수신 등을 유배시켰다. 그뒤에도 반대파에 대한 숙청이 계속되어 을사사화 이래 6년 동안 100여 명에 달하는 사람들이 죽었다.

### 을묘왜변과 비변사의 상설기구화
1555년 세견선(歲遣船)의 감소로 곤란을 겪어온 왜인들이 전라도 지방을 침입한 을묘왜변이 일어났다. 이에 1510년(중종 10년) 삼포왜란 때 설치되어 임시기구로 존속해오던 군사기관인 비변사가 상설기구로 되어, 청사가 새로 마련되고 관제상으로도 정1품 아문의 정식아문이 되었다.
그러나 이 시기의 비변사는 군사문제를 총괄하는 관청으로서는 한계를 지니고 있었다. 비변사 기능의 강화는 임진왜란을 겪으면서 전쟁수행을 위한 최고기관으로서 정치·경제·군사·외교 등 군국사무 전반을 처리하면서 이루어졌으며, 이러한 최고권력기관으로서의 역할은 조선 후기(조선의 26대 임금 고종의 즉위 후 흥선대원군의 섭정 전)까지 지속되었다.

### 왕권강화 시도
1553년 문정왕후가 수렴청정을 거두고 친정(親政)을 하게 된 명종은 문정왕후와 윤원형을 견제하고 왕권을 안정시키기 위하여 자신의 처외숙부 이량(李樑)을 이조판서, 그 아들 이정빈(李廷賓)을 이조전랑으로 기용했다. 그러나 이량 등은 왕의 신임을 믿고 파벌을 형성하여 횡령을 일삼았으며 사림 출신의 관료들을 외직으로 추방시켰다. 이에 사림들이 반발하자 이량은 사화(士禍)를 꾀했으나 자신의 조카 심의겸(沈義謙)에게 탄핵당하여 1563년 숙청되었다.
결국 1565년 문정왕후가 죽기까지 20년 동안 명종은 자신의 세력기반을 지니지 못한 채 문정왕후와 윤원형의 전횡 속에서 왕위를 지킬 수밖에 없었다. 문정왕후가 죽은 뒤 윤원형과 보우(普雨)를 내쫓고 인재를 고루 등용하여 정치를 하려고 노력했으나, 그 뜻을 보지 못하고 승하하고 만다.
 
명종이 친정을 하게 되었지만 문정왕후의 제재를 받아 자유롭지 못했는데,
윤원형은 무슨 일이고 할 일이 있으면 반드시 문정왕후와 내통하며
명종을 위협하고 제재하여
임금의 근심과 분함(憂憤)이 말과 얼굴빛에까지 나타나게 하였다.
하루는 상(명종)이 내수에게
‘외가의 친척이 대죄가 있으면 어떻게 처리해야 하는가?’라고 하였는데,
이는 대개 윤원형을 지칭한 것이었다.
이 말이 마침내 누설되어 문정왕후에게 알려졌는데 문정왕후가 이를 크게 꾸짖어
‘나와 윤원형이 아니었다면 주상에게 어떻게 오늘이 있었겠소?’ 하니,
상이 감히 할말이 없었다.— 《명종실록》 31권,
명종 20년(1565년 명 가정(嘉靖) 44년) 11월 18일 (신해)

 
문정왕후는 스스로 명종(明宗)을 부립(扶立)한 공이 있다 하여 때때로 주상에게
‘너는 내가 아니면 어떻게 이 자리를 소유할 수 있었으랴.’ 하고,
조금만 여의치 않으면 곧 꾸짖고 호통을 쳐서
마치 민가의 어머니가 어린 아들을 대하듯 함이 있었다.
상의 천성이 지극히 효성스러워서 어김없이 받들었으나
때로 후원(後苑)의 외진 곳에서 눈물을 흘렸고 더욱 목놓아 울기까지 하였으니,
상이 심열증(心熱症)을 얻은 것이 또한 이 때문이다.
그렇다면 윤비(尹妃, 문정왕후)는 사직의 죄인이라고 할 만하다.— 《명종실록》 31권

### 최후
1567년 음력 6월 27일, 병이 위독하여 대신들이 경복궁 양심당에 입사하였으나 명종은 이미 말을 제대로 할 수 없을 정도로 이미 상태가 급격히 나빠져 있었다. 다음날인 음력 6월 28일 축시(오전 1시~3시)에 이질과 그동안 지속되어 온 과도한 스트레스로 인하여 경복궁 양심당에서 승하하였다.
아들 순회세자가 요절하였기 때문에 중종의 서자인 덕흥군의 셋째 아들 하성군을 양자로 입적하여 왕위를 계승하게 하였다. 묘호는 명종(明宗)이며, 명종 자신의 유지에 따랐다. 서울특별시 노원구 공릉동에 위치한 강릉(康陵)에 안장되었다.

## 평가
《명종실록》에서는 명종과 명종시대를 다음과 같이 평가하였다.
 
천성이 자효(慈孝)하고 공근(恭勤)하였으며 본디 문예(文藝)를 좋아하였다.
그러나 어린 나이에 왕위에 올라 모비(문정왕후)가 수렴청정하게 되었으므로
정치가 외가에 의해 좌우되었다.
그리하여 많은 간사한 이들이 득세하여 선량한 신하들이 많이 귀양 가거나 살해되었으므로
주상의 형세는 외롭고 위태로웠다.

친정한 뒤에도 오히려 외척을 믿고 환관을 가까이하여 정치가 날로 문란해지더니,
끝내는 다행히 깨달아서 이량(李樑)과 윤원형(尹元衡)의 무리를 내쳤으므로
국가가 다시 안정되었다.— 《명종실록》 3권, 총서

 
아아, 상(명종)께서는 총명하고 예지의 덕이 있었는데도 국가에 베풀지 못했다.
아아, 상께서는 어둡거나 탐혹 잔인한 잘못이 없었는데도 백성들에게 해를 끼쳤다.
상이 군자(君子)를 쓰려고 하면 소인(小人)이 자기를 해칠까 두려워 죽여 버리고,
소인을 제거하려고 하면 소인이 자기에게 붙좇는 것을 이롭게 여겨서 서로 이끌어 나왔다.
아아, 상이 재위한 20년 동안 덕이 백성들에게 미치지 못하였고,
나라에 해를 끼친 것은 모두 소인들의 소행인데도 잘못은 모두 상에게로 돌아갔다.
아아, 상의 말년에는 전날의 잘못을 뉘우쳐 권간을 제거하고
여러 현인을 신원 석방하여 말년의 효과를 거두게 되었는데,
하늘이 나이를 빌려주지 않아 갑자기 훙서하시어
사방과 후세로 하여금 다만 상의 실덕(失德)만 알게 하고
상의 성덕(聖德)이 일식(日蝕)이 끝나면 다시 밝아지는 것과 같이
우러러볼 만하다는 것은 알지 못하게 했다.
말과 생각이 여기에 미치니 피눈물이 저절로 흘러내림을 깨닫지 못하겠다.
아아, 슬픈 일이다. 아, 불행한 것은 오직 상뿐인저.
문정왕후(文定王后)를 어머니로 두었고 윤원형(尹元衡)을 신하로 두어
어머니는 불선(不善)을 가르치고 신하는 그 가르침에 순순히 따랐다.
아아, 상이 요순(堯舜)처럼 훌륭한 임금이 되지 못한 것은
상하의 보좌와 교도가 없었기 때문이니,
아아, 슬픈 일이다.— 《명종실록》 34권 명종 22년(1567년 명 가정(嘉靖) 46년) 6월 28일 (신해) 12번째 기사

 
상(명종)이 어릴 때 즉위하여 타고난 자질이 영명하였으니
보도하는데 올바른 사람이 있고 훈적(訓迪)하는데 바른 방법이 있었다면
좋은 교화를 일으키고 훌륭한 다스림을 회복할 수 있었을 것이다.
그러나 권간들이 서로 잇달아 용사하여 착한 사람들을 원수로 삼고 조정을 어지럽히자,
탐풍(貪風)이 크게 일고 공도(公道)가 행해지지 않아
국사가 날로 그릇되어 거의 구할 수 없게 되었다.
다행히 묘사(廟社)의 신령께서 가만히 성상의 마음을 이끌어 주심에 힘입어
공론을 채납하여 간사한 무리들을 물리치시니
국시(國是)가 조금 정해지고 사기(士氣)가 조금 진작되었다.
그렇지 않았으면 나라가 망하지 않은 것만도 다행이라 하겠다.— 《명종실록》 34권 명종 22년(1567년 명 가정(嘉靖) 46년) 같은 달 같은 날 기사

## 가족 관계
|                  |                   | 출생                                              | 사망                                                            |
| ---------------- | ----------------- | ------------------------------------------------- | --------------------------------------------------------------- |
| 조선 제13대 국왕 | 명종대왕 明宗大王 | 1534년 7월 13일(음력 5월 22일) 조선 한성부 경복궁 | 1567년 8월 12일(음력 6월 28일) (33세) 조선 한성부 경복궁 양심당 |

|    |                                                                             | 본관 | 생몰년          | 부모                                                                | 비고        |
| -- | --------------------------------------------------------------------------- | ---- | --------------- | ------------------------------------------------------------------- | ----------- |
| 부 | 중종대왕 中宗大王                                                           | 전주 | 1488년 - 1544년 | 성종대왕 成宗大王 정현왕후 윤씨 貞顯王后 尹氏                       | 제11대 국왕 |
| 모 | 문정왕후 윤씨 文定王后 尹氏 성렬왕대비 聖烈王大妃 성렬대왕대비 聖烈大王大妃 | 파평 | 1501년 - 1565년 | 파산부원군 윤지임 坡山府院君 尹之任 전성부부인 이씨 全城府夫人 李氏 |             |

|      | 시호                                              | 본관 | 생몰년          | 부모                                                            | 비고 |
| ---- | ------------------------------------------------- | ---- | --------------- | --------------------------------------------------------------- | ---- |
| 왕비 | 안순왕후 심씨 仁順王后 沈氏 의성왕대비 懿聖王大妃 | 청송 | 1532년 - 1575년 | 청릉부원군 심강 靑陵府院君 沈鋼 완산부부인 이씨 完山府夫人 李氏 |      |

| 작호 | 작호                                    | 본관 | 생몰년          | 부모                              | 비고                                                      |
| ---- | --------------------------------------- | ---- | --------------- | --------------------------------- | --------------------------------------------------------- |
| 빈   | 경빈 이씨 慶嬪 李氏 숙의 이씨 淑儀 李氏 | 전의 | 1541년 - 1595년 | 이첨정 李添貞 전주 이씨 全州 李氏 | 인빈 김씨의 이종사촌 언니 영조 31년(1755년) 경빈으로 추증 |
| 빈   | 순빈 정씨 順嬪 鄭氏                     | 동래 | 미상 - 1593년   | 정수 鄭銖 장수 황씨 長水 黃氏     |                                                           |
| 귀인 | 귀인 신씨 貴人 愼氏                     | 거창 | 미상            | 신홍제 慎弘濟 행주 기씨 幸州 奇氏 |                                                           |
| 소의 | 소의 신씨 淑儀 申氏 숙의 신씨 昭儀 申氏 | 평산 | 1533년 - 1565년 | 신언숙 申彥淑 해주 최씨 海州 崔氏 |                                                           |
| 숙의 | 숙의 한씨 淑儀 韓氏                     | 미상 | 미상 - 1594년   | 미상                              |                                                           |
| 숙의 | 숙의 정씨 淑儀 鄭氏                     | 온양 | 미상            | 정귀붕 鄭龜朋 양성 이씨 陽城 李氏 |                                                           |

| 작호 | 작호                            | 이름  | 생몰년          | 생모 / 친부모                                             | 배우자                                                  | 비고        |
| ---- | ------------------------------- | ----- | --------------- | --------------------------------------------------------- | ------------------------------------------------------- | ----------- |
| 1    | 순회세자 順懷世子               | 부 暊 | 1551년 - 1563년 | 인순왕후 심씨                                             | 공회빈 윤씨 恭懷嬪 尹氏                                 |             |
|      |                                 |       |                 |                                                           |                                                         |             |
| 양자 | 선조대왕 宣祖大王 하성군 河城君 | 연 昖 | 1552년 - 1608년 | 덕흥대원군 德興大元君 하동부대부인 정씨 河東府大夫人 鄭氏 | 의인왕후 박씨 懿仁王后 朴氏 인목왕후 김씨 仁穆王后 金氏 | 제14대 국왕 |

## 명종이 등장하는 작품

### 드라마
- 《교동 마님》 (MBC, 1981년, 배우:윤순홍)
- 《임꺽정》 (SBS, 1996년~1997년, 배우:이효정)
- 《여인천하》 (SBS, 2001년~2002년, 배우:김광영)(최종회에 등장)
- 《대장금》 (MBC, 2003년~2004년, 배우:미상)
- 《불멸의 이순신》 (KBS1, 2004년~2005년, 배우:홍륜의)
- 《천명》 (KBS2, 2013년, 배우:서동현)
- 《마녀보감》 (JTBC, 2016년, 배우:이다윗)
- 《옥중화》 (MBC, 2016년, 배우:서하준)

## 같이 보기
- 을사사화
- 문정왕후
- 윤원형
- 임꺽정
- 을묘왜변